# Апостольский викариат Сан-Мигель-де-Сукумбиоса
Апостольский викариат Сан-Мигель-де-Сукумбиоса (лат. Vicariatus Apostolicus Sancti Michaëlis de Sucumbios) — апостольский викариат Римско-католической церкви с центром в городе Нуэва-Лоха в Эквадоре.

## Территория
Апостольский викариат включает в себя территорию провинции Сукумбиос в Эквадоре. Кафедральный собор Богоматери Эль-Сисне находится в городе Нуэва-Лоха. Территория викариата разделена на 41 прихода. Служат 17 священников (6 приходских и 11 монашествующих), 12 диаконов, 18 монахов, 24 монахини.

## История
Апостольская префектура Сан-Мигель-де-Сукумбиоса была основана 16 апреля 1924 года бреве «С этого благословенного» (лат. Ex hac beati) римского папы Пия XI на части территории апостольского викариата Напо.
2 июля 1984 года апостольская префектура была преобразована в апостольский викариат буллой «Постоянной префектурой» (лат. Constat Praefecturam) римского папы Иоанна Павла II.

## Ординарии
- Пасифико дель Кармине, O.C.D. (21.5.1937 — 1954, в отставке);
- Венсеслао Мануэль Гомес-Франде, O.C.D. (18.11.1955 — 1.08.1968, до смерти);
- Гонсало Лопес-Мараньон, O.C.D. (26.6.1970 — 30.10.2010, в отставке);
  - Sede vacante (2010—2013);
  - Паоло Мьетто[итал.], C.S.I. (10.2.2012 — 21.11.2013 — апостольский администратор);
- Сельмо Лассари, C.S.I. (21.11.2013 — 23.10.2024, назначен апостольским викарием Напо);
- Моасир Гуларт де Фигередо, M.S.C. (23.10.2024 — по настоящее время).